# Camille Decoppet

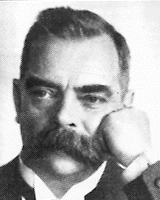
Camille Decoppet

Camille Decoppet (Suscévaz, 4 juni 1862 - Bern, 14 januari 1925) was een Zwitsers politicus.
Camille Decoppet studeerde rechten in Lausanne en promoveerde in 1886. Van 1888 tot 1890 en van 1896 tot 1900 was hij werkzaam als advocaat. Van 1896 tot 1912 was hij rechter bij een federale rechtbank.
Van 1898 tot 1901 was hij gemeenteraadslid van Lausanne en van 1897 tot 1900 lid van de Grote Raad van Vaud. Van 1900 tot 1912 was hij lid van de Staatsraad van Vaud. Hij beheerde het departement van Cultuur en zette zich in voor een hervorming van de onderwijswetgeving en de stichting van een faculteit voor handel aan de Universiteit van Lausanne. Van 1 januari tot 31 december 1906 en van 1 januari tot 31 januari 1912 was hij voorzitter van de Staatsraad van Vaud.
Van 1906 tot 1907 was Decoppet voorzitter van de Nationale Raad (parlement).
Camille Decoppet was voorzitter van de Vrijzinnige-Democratische Partij (FDP) en werd op 17 juli 1912 met overgrote meerderheid in de Bondsraad gekozen. Op 7 november 1919 maakte hij zijn terugtreden bekend en op 31 december van dat jaar trad hij af. Hij beheerde het Departement van Binnenlandse Zaken (1912), het Departement van Justitie en Politie (1913) en ten slotte het Departement van Militaire Zaken (1914-1919). Hij was dus tijdens de Eerste Wereldoorlog (1914-1918) minister van Defensie. Als enig lid van de Bondsraad uit West-Zwitserland (Franstalig) had hij te maken met een Deutschfreundliche (Duitsvriendelijke) Bondsraad en een eveneens Duitsvriendelijke militaire staf. Ondanks dit alles bleef de collegialiteit binnen de Bondsraad bewaard en bleef Zwitserland neutraal.
In 1915 was Decoppet vicepresident en in 1916 bondspresident. Tijdens de Kolonels Affaire en de Spoorwegaffaire dreigde Decoppet op te stappen, maar zijn collega's weerhielden hiervan, omdat zij met een gezamenlijk aftreden dreigden.
Na 1919 was hij directeur van het Internationale Postbureau.